# Rötelbauchmotmot

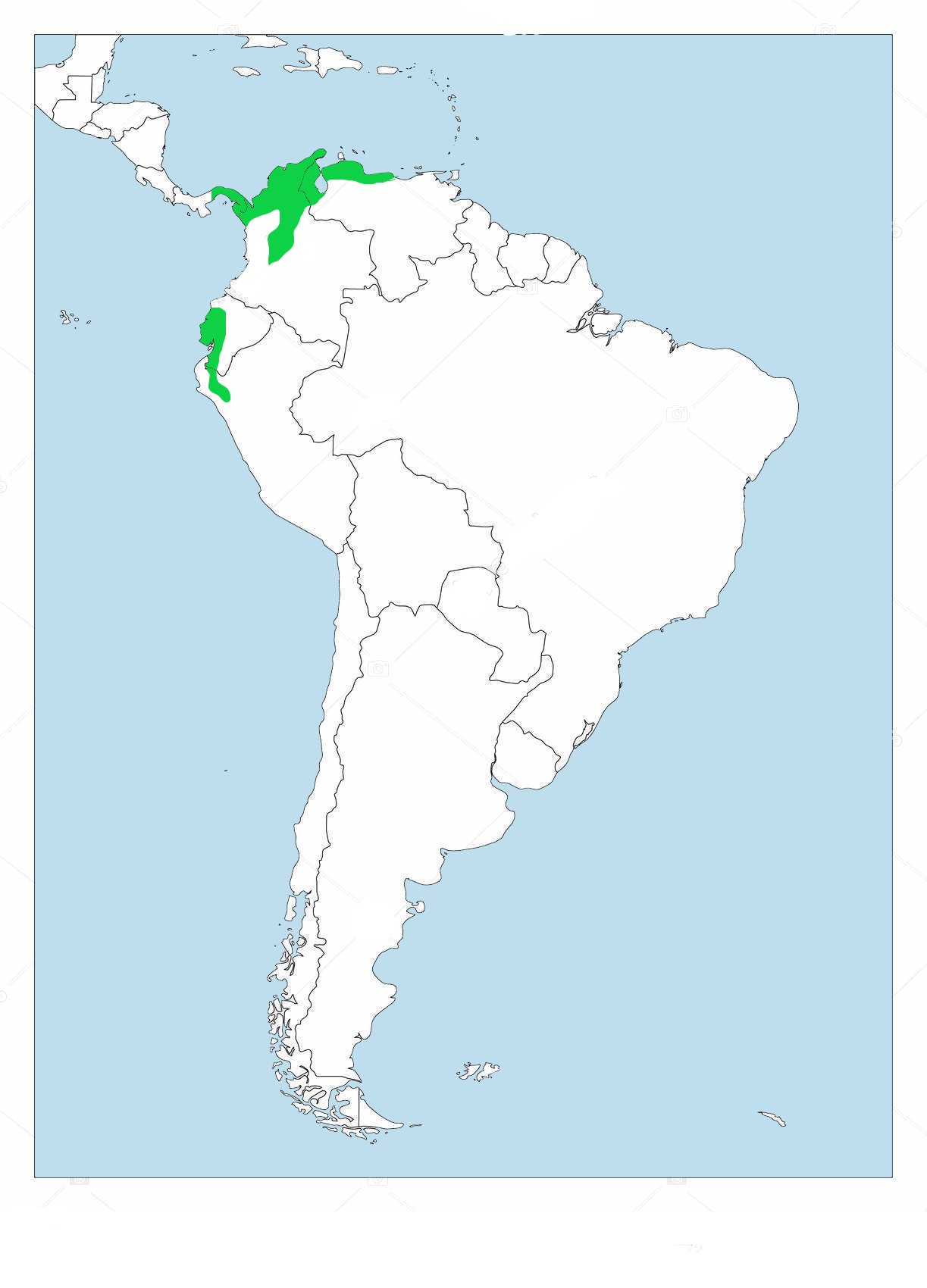
Verbreitungsgebiet des Rötelbauchmotmots

Der Rötelbauchmotmot (Momotus subrufescens) ist eine Vogelart aus der Familie der Sägeracken (Momotidae).
Der Vogel kommt in Ecuador, Kolumbien, Panama, Peru und Venezuela vor.
Die Art war ursprünglich vom Erstbeschreiber als eigenständig angesehen worden, später wurde sie dann zusammen mit dem Blauscheitelmotmot (Momotus coeruliceps), dem Diademmotmot (Momotus lessonii), dem Trinidadmotmot (Momotus bahamensis) und dem Hochlandmotmot (Momotus aequatorialis) als Unterarten des breit angelegten, auf Englisch „Blue-crowned Motmot“ genannten Momotus momota sensu lato (im weiteren Sinne), dem jetzigen Amazonasmotmot (Momotus momota) angesehen und als Momotus momota subrufescens bezeichnet.
Nach einer taxonomischen Revision wurde die Art wieder als selbständig anerkannt.
Der Lebensraum umfasst eine Vielzahl an baumbestandener Flächen einschließlich feuchten oder halbfeuchten immergrünen Tieflandwaldes sowie Laubwald, Waldränder, Sekundärwald und Gärten bis 900–1200 m Höhe.

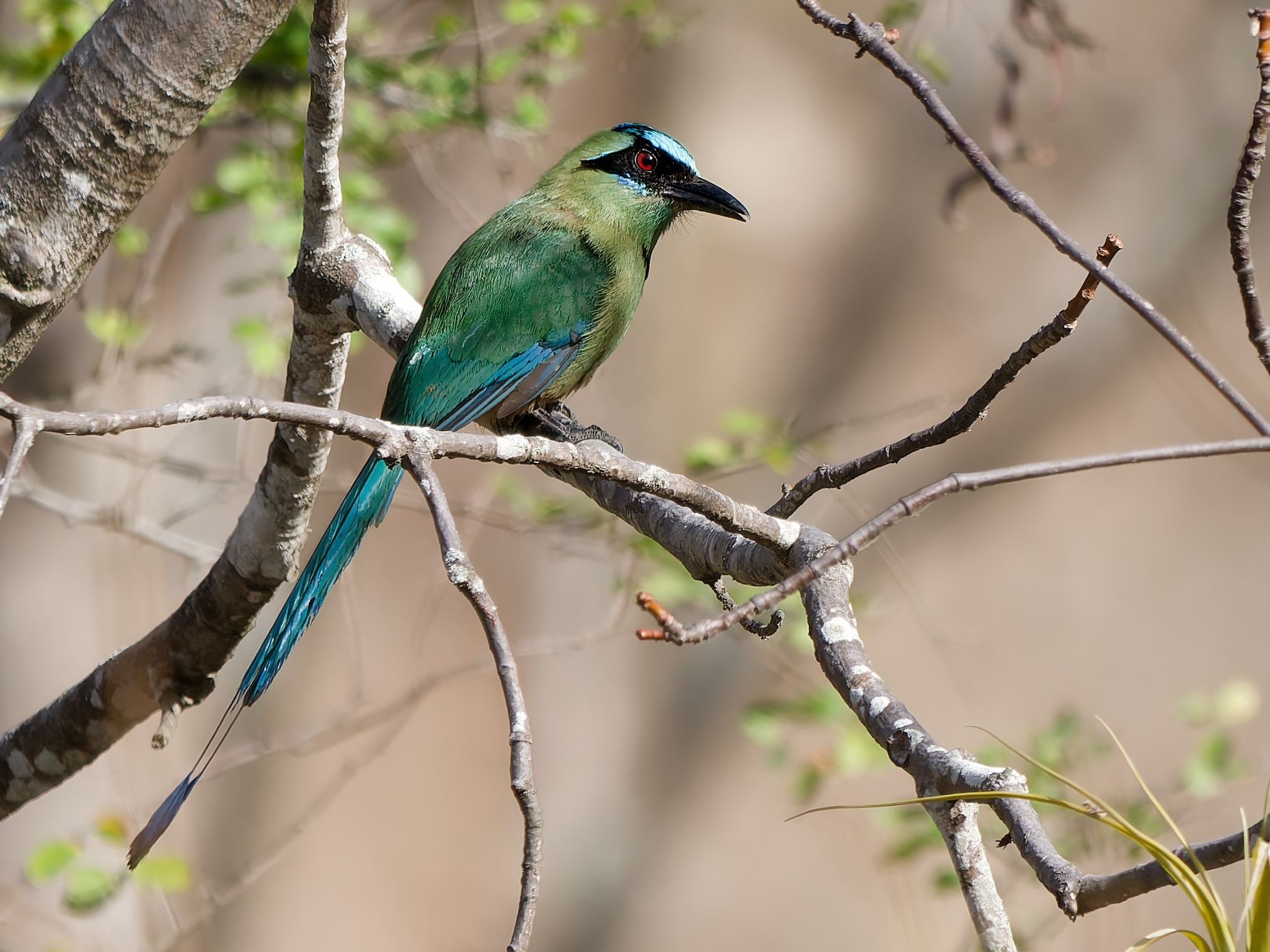
Rötelbauchmotmot in Peru

Der Artzusatz kommt von lateinisch sub ‚unter, etwas‘ und lateinisch rufescere ‚rot werden‘.

## Merkmale
Die Art ist 38–41 cm groß und wiegt zwischen 75 und 124 g. Auffällig ist das blau-schwarze Muster in Gesicht und Kopfkappe bestehend aus kleinem schwarzem Scheitel umrandet von einem breitem „Diadem“ aus dunkelblauen Federn von der Schnabelbasis bis zum Nacken reichend, vorne hell grünlichblau, zum Nacken zu violettfarben. Die Kappe reicht nicht bis unter die Augen, die mit einer dreieckförmigen Maske aus schwarzen Federn umfasst sind. Stirn, Zügel, Augenstreif und Ohrdecken sind schwarz und enden seitlich am Gesicht in kleine Büschel. Oberseite und Flügel sind grün, die Außenfahnen der Handschwingen sind bläulich. Die Schwanzoberseite ist grün bis bläulichgrün, zur Spitze hin blau schimmernd. Die Unterseite ist heller grün, gelbbraun oder mattbraun. Die Kehle ist bläulichgrün, mittig auf der Brust findet sich ein kleiner schwarzer Strich mit grünlichblauer Umrandung. Der Schwanz ist lang mit typischem blauem Spatel mit schwarzer Spitze. Die Geschlechter unterscheiden sich kaum.
Die Iris ist matt rötlichbraun, der Schnabel schwarz, die Füße sind matt braun.
Die Art unterscheidet sich durch das Verbreitungsgebiet, der ähnliche Hochlandmotmot (Momotus aequatorialis) kommt in den Anden Kolumbiens und in höheren Lagen vor, ist auch größer und grüner an der Unterseite, schließlich hat er eine schwarze Begrenzung am Hinterrand des blauen Ringes um den Scheitel.

## Geografische Variation
Es werden folgende Unterarten anerkannt:
- M. s. subrufescens P. L. Sclater, 1853, Nominatform – Karibikküste Panamas bis Nordkolumbien einschließlich Tal des Río Magdalena bis Nordvenezuela (Aragua). Diese Unterart umfasst als Variationen folgende vorgeschlagene Unterarten:[4][10][11]
  - M. s. conexus (Thayer & Bangs, 1906)[12] – Panamakanalzone bis Nordkolumbien (Río Cauca)
  - M. s. reconditus (Nelson, 1912)[13] – Ostpanama und Tal des Río Atrato in Nordwestkolumbien
  - M. s. olivaresi (Hernández-Camacho & Romero-Zambrano, 1978)[14] – links des Río Chicamocha, Departamento de Boyacá in Kolumbien
- M. s. spatha (Wetmore, 1946)[15] – Ostkolumbien (Guajira-Halbinsel und Serranía de Macuira), kleiner und blasser als Nominatform
- M. s. osgoodi (Cory, 1913)[16] Nordostvenezuela (Zulia bis Táchira und Mérida) und angrenzend in Kolumbien bis Departamento de Norte de Santander, dunkelste Unterart, deutlich rötliche Färbung der Unterseite
- M. s. argenticinctus (Sharpe, 1892)[17] – Westecuador und Nordostperu westlich der Anden

## Stimme
Der Gesang des Männchens wird einsilbiges „whoooop“ oder „whoop“ beschrieben, morgens vor der Morgendämmerung und nach Sonnenuntergang zu hören. Gerne wird auch im Duett gesungen. Der Ruf ist ein schroffes „kak“.

## Lebensweise
Die Art dürfte ein Standvogel sein, sie tritt meist einzeln oder als Paar auf, schließt sich nicht Gemischten Jagdgemeinschaften an. Sie ist meist im Unterwuchs, gelegentlich unterhalb der Baumkronen zu finden.
Die Nahrung besteht vermutlich großteils aus Gliederfüßern und Echsen, die als Lauerjäger von einem Ansitz aus gejagt werden, aber auch Früchte werden verzehrt.
Die Brutzeit ist nicht beschrieben. Das Nest wird meist in einer eventuell auch sehr flachen Böschung gegraben.

## Gefährdungssituation
Der Bestand gilt als „nicht gefährdet“ (Least Concern).